# 菲茨威廉博物馆
菲茨威廉博物馆（英語：Fitzwilliam Museum）是剑桥大学的艺术和考古博物馆，位于特兰平顿街，邻居剑桥大学菲茨威廉学院旧址，位于剑桥市的中部。年参观人数30万。

## 历史
博物馆由第七代菲茨威廉子爵的遗赠建于1816年。它是劍橋大學博物館系統中最主要的博物館， 拥有约翰·拉斯金捐赠的許多约瑟夫·玛罗德·威廉·透纳的画作。此外《英格蘭末日》等名畫也收藏在此。文藝復興時期音樂文獻《菲茨威廉小鍵琴曲集》亦存於此。